# 北宜鐵路提速工程計畫
北宜鐵路提速工程計畫，亦稱為高鐵延伸宜蘭計畫，最初計畫全名為「臺鐵南港至花蓮提速改善計畫（北宜鐵路提速工程計畫）」，是針對台灣鐵路東部幹線臺北—宜蘭間現有的95.9公里路線過於冗繞而提出截彎取直方案所規劃的新路線，路線自南港車站至頭城車站；後由於增加台灣高速鐵路延伸宜蘭替代方案，計畫更名為「北宜鐵路提速工程計畫（含替代方案高鐵延伸宜蘭）」。預計2025年動工、2036年完工，工期約11年。

## 簡介

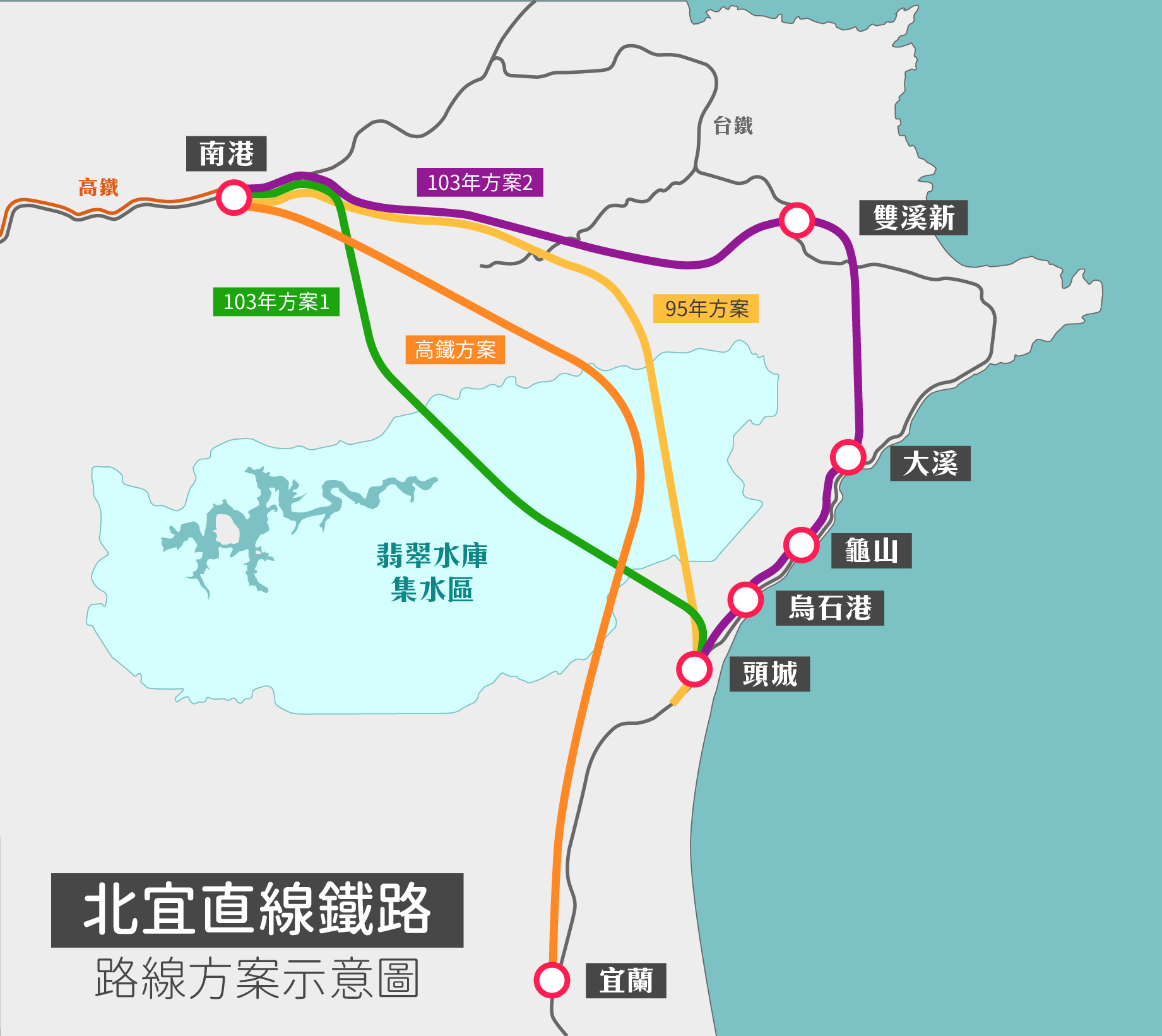
北宜新線與高鐵最初構想方案路線

北宜鐵路提速工程計畫的目的，是為了解決台鐵東部幹線因路線迂迴所導致行車時間過長的問題。完工後可以縮短台北至宜蘭的鐵路客運時間，取代公路運輸的部分功能，以減輕長期北宜高速公路的塞車問題。

在國土整體計畫與區域均衡發展的政策架構下，北宜直鐵及高鐵延伸宜蘭均具備容量擴充、縮時優勢，不過高鐵速度較快花費時間上也比台鐵來得少，也更能有效解決近年國道五號嚴重塞車問題，且可提供北宜間廊帶台鐵及高鐵共四軌化的軌道系統，助於移轉台北─宜蘭間的台鐵座位需求，更利於台鐵花東城際列車長程座位供給，並重新命名以「北宜鐵路提速工程計畫（含替代方案高鐵延伸宜蘭）」名義進行規劃。由於高鐵延伸宜蘭是「北宜鐵路提速工程計畫」替代方案，先前計畫就已通過可行性評估而不需另外重新做可行性評估，可直接進入綜合規劃。目前高鐵取代台鐵機率較高，正在綜合規劃中。

### 計畫概要
- 計畫期程：計畫核定後11年（預計2025年～2036年）
- 計畫範圍：北起臺北市高鐵南港站南至宜蘭縣高鐵宜蘭站全長約60.6km（高鐵宜蘭站中心線止約59.6km）
- 工程內容：
1、全線鋪設標準軌軌距電氣雙線軌道
2、於宜蘭端興建1處高架車站，配置2島4股。
3、宜蘭端新設1處維修基地，面積約10公頃。
4、興建10座山岳隧道、12座橋梁
5、規劃高鐵特定區，範圍約190～400公頃。
- 計畫經費：約新臺幣2893億

### 路線方案

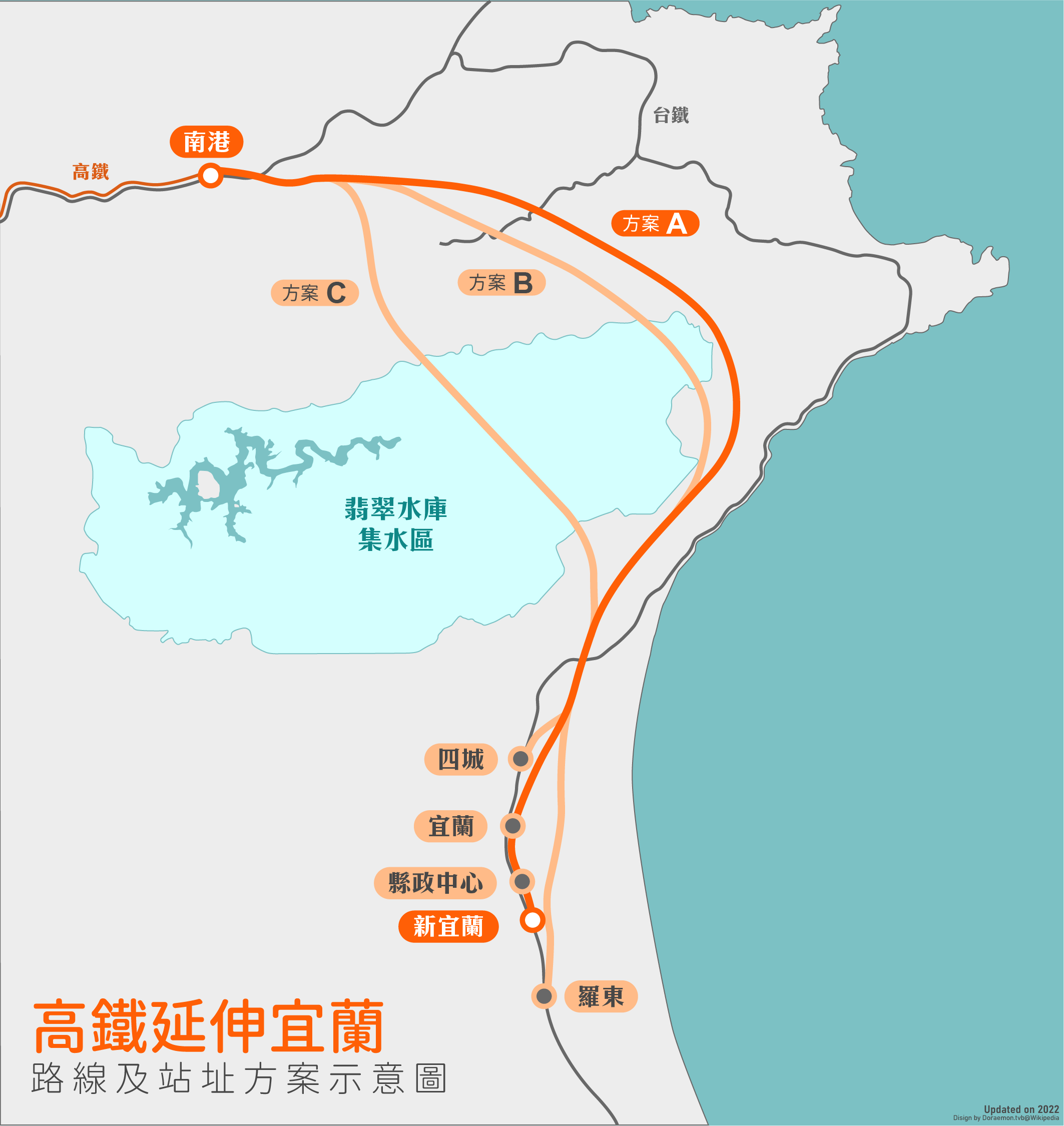
高鐵延伸路線及站址方案一覽 (深色為確定方案)

交通部鐵道局初步規劃高鐵延伸宜蘭路線有三個方案，分別是方案A、方案B及方案C等三方案，方案B因經費較低且與方案A路程時間較接近且切過集水區相對穿越集水區環境影響來的小，將是最為優先方案，若方案B無法與環團達成共識將以方案A作為備選送審。
| 路線方案           | 路線長度   | 路程時間 | 是否穿越集水區       | 穿越集水區長度 |
| ------------------ | ---------- | -------- | -------------------- | -------------- |
| 方案 A（備選方案） | 約56.4公里 | 約17分鐘 | 否                   | 0公里          |
| 方案 B（優選方案） | 約54.1公里 | 約16分半 | 是，僅切邊過集水區   | 約3.8公里      |
| 方案 C             | 約45公里   | 約16分鐘 | 是，大部分穿越集水區 | 約11.6公里     |

經「北北基軌道路網政策溝通平台」會議後以方案A路線進行送審做後續環評及規畫。

### 工程內容
路線起自南港車站終點至高鐵宜蘭站，沿線經臺北市南港區、新北市汐止區、平溪區、雙溪區、貢寮區及宜蘭縣頭城鎮、礁溪鄉、壯圍鄉、宜蘭市等行政轄區，中途不設站，全線長約60.6公里，包括大坑溪以西既有土建路段1公里，其餘新建工程包括：隧道段共約33.667公里，分別有十座隧道，並全線採用單孔雙線隧道、橋梁段共約24.775公里，分別有十二座橋樑、路堤段共約1.158公里，並其新增一座維修基地。
| 設施名稱 | 設施種類 | 里程（起） | 里程（迄） | 長度       |
| -------- | -------- | ---------- | ---------- | ---------- |
| 1號橋梁  | 橋梁     | 1K+000     | 1K+103     | 0.103公里  |
| 1號塹堤  | 路堤     | 1K+103     | 1K+375     | 0.272公里  |
| 1號隧道  | 隧道     | 1K+375     | 1K+694     | 0.319公里  |
| 2號橋梁  | 橋梁     | 1K+694     | 2K+421     | 0.727公里  |
| 2號塹堤  | 路堤     | 2K+421     | 2K+728     | 0.307公里  |
| 3號橋梁  | 橋梁     | 2K+728     | 2K+893     | 0.165公里  |
| 2號隧道  | 隧道     | 2K+893     | 2K+997     | 0.104公里  |
| 4號橋梁  | 橋梁     | 2K+997     | 3K+915     | 0.918公里  |
| 3號隧道  | 隧道     | 3K+915     | 4K+579     | 0.664公里  |
| 5號橋梁  | 橋梁     | 4K+579     | 5K+169     | 0.590公里  |
| 4號隧道  | 隧道     | 5K+169     | 9K+373     | 4.204公里  |
| 6號橋梁  | 橋梁     | 9K+373     | 9K+683     | 0.310公里  |
| 5號隧道  | 隧道     | 9K+683     | 15K+992    | 6.309公里  |
| 3號塹堤  | 路堤     | 15K+992    | 16K+271    | 0.279公里  |
| 7號橋梁  | 橋梁     | 16K+271    | 17K+131    | 0.860公里  |
| 6號隧道  | 隧道     | 17K+131    | 20K+287    | 3.156公里  |
| 8號橋梁  | 橋梁     | 20K+287    | 21K+605    | 1.318公里  |
| 7號隧道  | 隧道     | 21K+605    | 22K+495    | 0.890公里  |
| 9號橋梁  | 橋梁     | 22K+495    | 23K+261    | 0.766公里  |
| 8號隧道  | 隧道     | 23K+261    | 31K+221    | 7.960公里  |
| 10號橋梁 | 橋梁     | 31K+221    | 31K+584    | 0.363公里  |
| 9號隧道  | 隧道     | 31K+584    | 36K+273    | 4.689公里  |
| 11號橋梁 | 橋梁     | 36K+273    | 37K+738    | 1.465公里  |
| 10號隧道 | 隧道     | 37K+738    | 43K+110    | 5.372公里  |
| 12號橋梁 | 橋梁     | 43K+110    | 59K+789    | 16.679公里 |

- 註1：里程只算計南港至宜蘭之間並不代表高鐵營運里程
- 註2：里程只是初估不代表實際里程

## 車站
| 北宜鐵路提速工程計畫（高鐵延伸宜蘭） |          |          |          |                                                           |              |
| 車站名稱                             | 車站名稱 | 里程(km) | 站體型式 | 續接／交會路線及備註                                      | 所在地       |
| 中文                                 | 英文     | 里程(km) | 站體型式 | 續接／交會路線及備註                                      | 所在地       |
| 宜蘭                                 | Yilan    | －       | 高架     | 臺灣鐵路宜蘭線：縣政中心                                  | 宜蘭縣宜蘭市 |
| 南港                                 | Nangang  | N3.298   | 地下     | 臺灣鐵路縱貫線：南港 臺北捷運 板南線：南港 基隆捷運：南港 | 臺北市南港區 |
| ↓台灣高鐵既有車站                    |          |          |          |                                                           |              |

### 宜蘭端站址選擇[4][5][6]
交通部鐵道局為綜合考量開發潛力、民眾轉乘便利性等，規劃將高鐵站與現有臺鐵車站共站且並提出5種車站方案，分別是宜蘭車站、羅東車站、四城車站及未來鐵路高架化新增的縣政中心車站，其中宜蘭車站與羅東車站規劃為共構車站，並計畫朝向興建雙層共構車站前進，縣政中心車站規劃與高鐵車站平行共站，四城車站則是規劃高鐵高架臺鐵維持平面並改為跨站式站房。
| 車站         | 所在地       | 臺鐵車站等級   | 高鐵路線長度 | 臺鐵車站型式   | 高鐵車站型式   |
| ------------ | ------------ | -------------- | ------------ | -------------- | -------------- |
| 四城車站     | 宜蘭縣礁溪鄉 | 甲種簡易站     | 52.8公里     | 平面（2島4股） | 高架（2島4股） |
| 宜蘭車站     | 宜蘭縣宜蘭市 | 一等站         | 56.3公里     | 高架（3島6股） | 高架（2島4股） |
| 縣政中心車站 | 宜蘭縣宜蘭市 | 簡易站（預計） | 58.6公里     | 高架（2島4股） | 高架（2島4股） |
| 縣政中心車站 | 宜蘭縣宜蘭市 | 簡易站（預計） | 59.3公里     | 高架（2島4股） | 高架（2島4股） |
| 羅東車站     | 宜蘭縣羅東鎮 | 二等站         | 64.2公里     | 高架（2島4股） | 高架（2島4股） |

宜蘭縣政府建議高鐵宜蘭站與縣政中心車站共站；羅東地方民代則爭取設置在羅東車站；宜蘭民進黨團及時任宜蘭市市長江聰淵建議依原本規劃將車站與宜蘭車站共構；交通部原先屬意與宜蘭車站共構，因納入宜蘭鐵路高架化計畫等因素做全面考量，改建議為四城車站共構，交通部鐵道局也會將就臺鐵與快鐵之軌道路網銜接、民眾轉乘便利性、周邊發展潛力、新市鎮開發、用地拆遷數量、工程經費、軌道線形與行車速率等因素綜合考量，並且持續與宜蘭縣政府溝通，最後在交由交通部及行政院核定站址。
2021年5月交通部鐵道局完成「北宜新線替代方案（高鐵延伸宜蘭）可行性研究暨綜合規劃報告」並將宜蘭端各車站方案規劃分析資料陳報至交通部，目前初估因轉乘因素及經濟效益高將宜蘭車站優先列為高鐵宜蘭端站址，但因高鐵站體過長影響尾軌興建規劃將新站北移225公尺，並預計拆遷69棟私宅（臺鐵：11棟、高鐵：37棟、快鐵：21棟）。四城車站因路線里程短且可開發約472公頃高鐵特定區，但特定區內及車站周邊達573棟私宅將徵收（車站周邊：18棟），將其列為備選方案 。

2021年11月17日，交通部鐵道局新增方案規劃於縣政中心車站南方約350公尺處設立高鐵站址。12月19日交通部評估將高鐵宜蘭站站址設置於縣政中心車站南方約350公尺處，並與臺鐵共站，後續將以此方案提送環評。

## 維修基地
高鐵延伸宜蘭將其新增高鐵維修基地及機電中心等建設，興建面積約10公頃，場內配置4股駐車軌及2股檢修軌並提供日月檢等其他設施，基地位置於宜蘭縣壯圍鄉蘭陽溪北側。

## 歷史
- 2000年交通部高速鐵路工程局曾規畫將高鐵延伸至宜蘭，且由本局擇定站址，2001年評估認為工期需10年以上、經費需500億新臺幣，台北至宜蘭行車時間僅比臺鐵快一分鐘，且站址不與臺鐵共構，對於花蓮、台東居民助益有限，故改以改善臺鐵路線甚至新建臺鐵北宜新線為優先[22]。
- 2016年立法委員陳歐珀向交通部建議興建高鐵以解決國道五號塞車問題[23]。
- 2018年交通部部長吳宏謀曾接受媒體訪問評論高鐵延伸屏東計畫，表示未來更可以往花東延伸，而宜蘭代理縣長陳金德批評高鐵延伸為何獨漏宜蘭[24]。

### 2019年
- 2月13日：宜蘭縣縣長林姿妙向交通部建議能夠將高鐵延伸至宜蘭，但被立法委員陳歐珀批評交通應該務實面對，否則淪為口號，要規劃到外太空都可以[25]。
- 6月5日：交通部部長林佳龍宣布將研議高鐵延伸至宜蘭[26]。
- 7月11日：交通部鐵道局評估高鐵延伸宜蘭以高鐵的高速優勢，可彌補路線彎繞的時間損失，未來會與北宜直鐵比較可行方案[27]。
- 8月14日：交通部部長林佳龍曾拋出將評估高鐵延伸宜蘭的想法，且進一步證實未來高鐵取代直鐵的可行性高。因方案一穿越翡翠水庫集水區，可能對於大臺北地區用水問題影響甚大，方案二雖已規劃繞過集水區但由於路線較長，若用高鐵取代，時間反而比直鐵快3倍，且林佳龍表示拆遷並不多，預算也可能不會比原來直鐵的規劃還要高，從南港到宜蘭行車時間大約只要15分鐘，目前交通部已正式納入評估選項。[28]
- 10月23日：交通部鐵道局已完成高鐵延伸宜蘭初步可行性規劃，估計需要955億元的經費，計畫從臺北市南港區至宜蘭縣宜蘭市，且車站預計將會在宜蘭車站與臺鐵共構[29]，全線長度約50公里，行車時間約13分鐘，尖峰時段一小時可發出15班車，最高載運量也可達18,000人，預估施作工期大約要10年，交通部也表示考量工程、環境與財務，高鐵可行性會比較高。[30]
- 11月11日：交通部同意將高鐵延伸宜蘭納入「臺鐵南港至花蓮提速改善計畫綜合規劃」，後續將辦理環評，若環評通過且高鐵拍板定案後，直鐵方案就會取消以高鐵取代。[31]
- 11月22日：交通部鐵道局啟動北宜鐵路提速工程綜合規劃替代方案高鐵延伸宜蘭之綜合規劃及環評[32][33]。

### 2020年
- 1月3日：交通部部長林佳龍核定「全國高快速鐵路網發展整體規劃」，規劃以高鐵延伸宜蘭為主，達到〈西部高鐵、東部快鐵〉需求，重新打造全台一日生活圈。[34]
- 3月26日：交通部鐵道局與台灣世曦顧問公司現勘高鐵延伸宜蘭路線、基地及宜蘭三鐵共構車站進行深入評估規劃，並後續進行規劃進度報告會議說明評估成果。
- 9月4日：交通部鐵道局與台灣世曦顧問公司於主管會議進行高鐵延伸宜蘭專案報告，會內討論增設四城基地及車站方案納入評估，後續將向交通部簡報規劃內容以決定路線方案、車站及基地位置及進行地質及環評調查作業。
- 10月13日：交通部部長林佳龍與臺北市市長柯文哲、新北市市長侯友宜、基隆市市長林右昌共同召開「北北基軌道路網政策溝通平台」會議，會中提到高鐵延伸宜蘭之路線，基於環境保護及維護大臺北地區民眾飲用水安全，採未經集水區之方案A路線，後續將以北宜直鐵比較後，提報綜合規畫及環評審議。[35]新北市市長侯友宜也表示，因北宜高鐵經過東北角，希望在平溪增設一車站，與台鐵平溪線共構。[36]
- 12月28日：交通部鐵道局召開期末報告審查會議，宜蘭縣政府並於同日函請交通部鐵道局，建議將高鐵宜蘭站設置於縣政中心車站。
- 12月31日：交通部鐵道局將「北宜新線替代方案（高鐵延伸宜蘭）綜合規劃報告」提至交通部，報告將以方案A路線進行規劃，規劃內也包含宜蘭端車站站址、車站轉乘接駁、車輛基地配置及車輛購買數量等。

### 2021年
- 1月29日：交通部部長林佳龍與交通部鐵道局共同召開「高鐵延伸宜蘭計畫」簡報會議，會內討論臺鐵宜蘭車站往南略移之可行性，並表示高鐵與臺鐵共構後可兼顧臺鐵運轉調度及土地開發效益。
- 2月9日：交通部函請交通部鐵道局再就宜蘭端設站位置詳加分析，交通部鐵道局刻就宜蘭端各站址方案周邊之土地開發規劃及效益深入評估中。
- 3月3日：交通部鐵道局召開高鐵宜蘭站站址規劃專案報告會議。
- 4月6日：提送地質調查報告初稿。
- 5月6日：交通部鐵道局將宜蘭端各車站方案規劃分析資料陳報至交通部，並依交通部站址方案決策結果辦理後續作業。
- 5月26日：提送環境影響說明書成果報告初稿。
- 7月2日：核定地質調查報告。
- 10月21日：鐵道局評估新增兩個方案站址，一處位於宜蘭車站南方，鄰近宜蘭運動公園、縣道190號；另一處則為縣政中心車站南方[37]。
- 11月17日：選擇縣政中心車站南方約350公尺處作為新方案[19]。
- 12月19日：評估以縣政中心車站南方約350公尺處方案作為高鐵宜蘭站站址，並與臺鐵車站共站，後續將以此方案提送環評[20]。

### 2022年
- 1月4日：交通部鐵道局陳報「高鐵延伸宜蘭計畫可行性研究暨綜合規劃」至交通部審議。
- 1月27日：交通部召開「高鐵延伸宜蘭計畫可行性研究暨綜合規劃」環評前審查會議，並在會議中確定站址，位置於原縣政中心案以南約350公尺處，後續將提送環評[38][39]。
- 3月28日：顧問公司提送「高鐵延伸宜蘭計畫可行性研究暨綜合規劃」第一階段環境評估說明書。
- 4月26日：交通部鐵道局審查通過「高鐵延伸宜蘭計畫可行性研究暨綜合規劃」第一階段環境評估說明書。
- 5月19日：交通部鐵道局陳報「高鐵延伸宜蘭計畫可行性研究暨綜合規劃」第一階段環境評估說明書至交通部審議。
- 6月8日：交通部鐵道局提報「高鐵延伸宜蘭計畫可行性研究暨綜合規劃」第一階段環境評估說明書至環保署審議。
- 8月24日：環保署環評委員會召開會議，審查通過「高鐵延伸宜蘭計畫可行性研究暨綜合規劃」第一階段環境評估說明書，將持續進入第二階段環境評估[40]。
- 10月7日：鐵道局及壯圍鄉公所等單位進行會議，公所建議將高鐵規劃原有約190公頃特定區，連帶臺9線東側國道五號西側土地也併劃入特定區，規劃新增約110公頃建設用地及約125公頃產業園區，鐵道局會後研議將納入評估。

### 2023年
- 2月12日：壯圍鄉鄉長沈清山計畫成立「爭取擴大高鐵特區促進會」，爭取擴大宜蘭高鐵特區面積。[41]
- 3月1日：壯圍鄉鄉長沈清山提出宜蘭高鐵「擴大特定區範圍」地方意見反映書，建議擴大高鐵特定區範圍等措施，讓高鐵特定區規劃更加完善。[42]
- 5月15日：宜蘭縣政府建設處於議會專題報告表示，中央及鐵道局確有研議增加擴大宜蘭高鐵特區腹地方案。[43]
- 7月21日：環保署召開「高鐵延伸宜蘭計畫第二階段環境影響評估範疇界定會議」討論範疇界定項目，高鐵延伸宜蘭監督聯盟於會前呼籲開發單位交通部應提出「不興建高鐵」及「與高鐵路廊接近且台鐵技術規範可行路廊興建直鐵」進行經濟效益與財務評估，時代力量宜蘭縣黨部辦公室主任郭稟翰與高鐵延伸宜蘭監督聯盟成員前往環保署抗議，開發單位承諾將「零方案」相關內容納入評估。時任立委陳歐珀表示，過去長期重北輕南及重西輕東，隨著高鐵運輸日趨重要，高鐵是否延伸屏東或宜蘭，若要提出「零方案」應有詳細說明，勿再變成社會衝擊議題。[44][45]

### 2025年
- 3月5日：目前至今，高鐵延伸宜蘭計畫已進入二階環評，交通部依「環境影響評估法」，在宜蘭大學舉辦公聽會，另於台北市與新北市舉行公聽會。[46]
- 5月5日：環評初審時，交通部前部長賀陳旦和民眾質疑高鐵延伸宜蘭案的可行性評估內容過於稀少[47]，因此環委決議該次環評未獲通過，並要求修正後再審[48]。
- 7月9日：通過環評初審，而環委也要求提供行車時間等相關數據，以利在8月底送交環評大會審查[49]。

## 備註
1. ↑  以宜蘭車站為基準做長度規劃
2. ↑  方案A路線
3. ↑  南移350公尺方案